# Forge FC
Il Forge FC è una società calcistica canadese con sede a Hamilton (Ontario). Il club è stato fondato nel 2017 in vista della creazione della nuova prima divisione canadese, la Canadian Premier League.

## Storia
La nascita del club si lega a doppio filo con quella della Canadian Premier League stessa: nel febbraio del 2016 Bob Young, il proprietario della franchigia di football canadese degli Hamilton Tiger-Cats, chiese al consiglio comunale di Hamilton di poter effettuare dei lavori propedeutici ad ospitare un nuovo club di calcio al Tim Hortons Field, lo stadio cittadino. Nella stessa occasione venne anche rivelato che il club avrebbe partecipato a una nuova lega chiamata Canadian Premier Soccer League. L'ufficialità arrivò più di un anno dopo, quando il 6 maggio 2017 la federazione approvò la nascita del nuovo campionato, che prese il nome di Canadian Premier League. Nella stessa occasione venne rivelato che uno dei due membri fondatori era proprio il club di Hamilton.
Il nome e i colori del club vennero rivelati il 12 luglio del 2018: la squadra si sarebbe chiamata Forge FC e i suoi colori sarebbero stati l'arancione e il grigio.
Nella stagione d'esordio il Forge, vincendo gli scontri diretti della Spring Season con le altre fondatrici della CPL, si è qualificato alla CONCACAF League 2019, diventando la prima squadra della lega a prendere parte a una manifestazione continentale. In tale torneo la squadra di Hamilton è arrivata agli ottavi di finale dopo aver superato il turno preliminare. Il 2019 è stato coronato dalla vittoria del primo titolo della CPL: nonostante si fosse piazzato secondo sia nella Spring season che nella Fall season, il Forge ha battuto il Cavalry nella finale del campionato e conquistato il North Star Shield.
Il titolo della CPL è stato bissato nella stagione 2020, battendo l'HFX Wanderers per 2-0 nella finale conclusiva del torneo, ridotto a causa della pandemia di Covid-19. Tale successo ha consentito agli arancioni di qualificarsi sia alla terza CONCACAF League della propria storia, sia alla finale del Canadian Championship 2020, poi non disputata.
Nel 2021 il Forge ha raggiunto per il terzo anno consecutivo la finale della Canadian Premier League, subendo però stavolta una sconfitta ad opera del Pacific. In CONCACAF League la squadra è riuscita a spingersi sino alle semifinali del torneo, qualificandosi così per la prima volta nella propria storia alla CONCACAF Champions League.

## Colori e simboli
I colori del club sono l'arancione e il grigio: questi, così come il nome della società, fanno riferimento all'importante industria siderurgica per cui è famosa la città.
Il simbolo del club è il monogramma di una H: lo spazio in basso rappresenta una cascata, in alto si trova una fiamma a sottolineare ancora una volta la vocazione industriale di Hamilton.

### Storico maglie
- Wikimedia Commons contiene immagini o altri file sulle maglie del Forge FC

## Stadio
Il Forge gioca le proprie partite casalinghe al Tim Hortons Field, un impianto costruito nel 2014 e condiviso con la squadra di football canadese. La capienza della struttura è di 23.218 posti, che vengono ridotti a 10.016 per le partite di calcio con la chiusura della parte più alta delle tribune.

## Società

### Sponsor
- 2019- Macron

## Allenatori
Il primo allenatore del club, Bobby Smyrniotis, è stato annunciato nell'ottobre 2018.
- 2019-in carica  Bobby Smyrniotis

## Palmarès
- Canadian Premier League: 4

2019, 2020, 2022, 2023
- CPL Shield: 1

2021

### Altri piazzamenti
- CONCACAF League:

Semifinalista: 2021

## Statistiche e record

### Partecipazioni ai campionati nazionali
| Livello | Competizione | Partecipazioni | Debutto | Ultima stagione | Totale |
| 1º      | CPL          | 6              | 2019    | 2024            | 6      |

### Partecipazioni alle coppe nazionali
| Competizione          | Partecipazioni | Debutto | Ultima stagione |
| Canadian Championship | 6              | 2019    | 2024            |

### Partecipazioni alle competizioni internazionali
| Competizione                            | Partecipazioni | Debutto | Ultima stagione |
| CONCACAF Champions League/Champions Cup | 3              | 2022    | 2025            |
| CONCACAF League                         | 3              | 2019    | 2021            |

## Tifoseria
Il Forge affronta lo York United nel 905 Derby, così chiamato dal prefisso telefonico condiviso fra le due località dell'Ontario.

## Organico

### Rosa 2021
La rosa è aggiornata al 3 novembre 2021.
| N. |                    | Ruolo | Calciatore         |
| -- | ------------------ | ----- | ------------------ |
| 1  | Canada (bandiera)  | P     | Triston Henry      |
| 2  | Canada (bandiera)  | D     | Jonathan Grant     |
| 3  | Canada (bandiera)  | D     | Dejan Jakovic      |
| 4  | Canada (bandiera)  | D     | Dominic Samuel     |
| 5  | Belgio (bandiera)  | D     | Daniel Krutzen     |
| 6  | Canada (bandiera)  | D     | Kwame Awuah        |
| 7  | Canada (bandiera)  | C     | David Choinière    |
| 8  | Senegal (bandiera) | C     | Elimane Cissé      |
| 9  | Nigeria (bandiera) | A     | Kosi Nwafornso     |
| 10 | Canada (bandiera)  | C     | Kyle Bekker        |
| 11 | Canada (bandiera)  | A     | Chris Nanco        |
| 12 | Canada (bandiera)  | C     | Sebastian Castello |

| N. |                       | Ruolo | Calciatore                  |
| -- | --------------------- | ----- | --------------------------- |
| 13 | Svezia (bandiera)     | C     | Alexander Achinioti-Jönsson |
| 14 | Guyana (bandiera)     | A     | Emery Welshman              |
| 15 | Canada (bandiera)     | D     | Maxim Tissot                |
| 16 | Canada (bandiera)     | D     | Klaidi Cela                 |
| 17 | Canada (bandiera)     | A     | Woobens Pacius              |
| 18 | Canada (bandiera)     | A     | Molham Babouli              |
| 19 | Canada (bandiera)     | A     | Tristan Borges              |
| 22 | Canada (bandiera)     | D     | Monti Mohsen                |
| 23 | Canada (bandiera)     | D     | Garven Metusala             |
| 24 | Belgio (bandiera)     | C     | Paolo Sabak                 |
| 25 | Costa Rica (bandiera) | D     | Joshua Navarro              |
| 99 | Panama (bandiera)     | C     | Omar Browne                 |